# دوفو ۱۱۰۲۸۹
سیارک ۱۱۰۲۸۹ (به انگلیسی: 110289 Dufu، نامگذاری:2001SM262) صد و ده هزار و دویست و هشتاد و نهمین سیارک کشف شده‌است که در ۲۳ سپتامبر ۲۰۰۱ کشف شد.